# 紀州鐵道線
紀州鐵路線（日语：／ Kishū Tetsudō-sen */?），是由紀州鐵道於和歌山县御坊市所營運的鐵路線，由御坊站至西御坊站，一共有五个车站，全長仅2.7公里，被認定為全日本獨立營運最短的私人鐵路線。

## 路線資料
- 路線長度：2.7 公里
- 軌距：1067毫米
- 站數: 5個
- 複線區間：沒有（全線單線）
- 電氣化區間 ：沒有（全線非電氣化）
- 最高時速 ：40km/h

## 車站列表
- 所有車站都位於和歌山縣御坊市。

| 中文站名 | 日文站名 | 英文站名 | 站間營業距離 | 累計營業距離 | 接續路線                 |
| -------- | -------- | -------- | ------------ | ------------ | ------------------------ |
| 御坊     |          |          | -            | 0.0          | 西日本旅客鐵道：紀勢本線 |
| 學門     |          |          | 1.5          | 1.5          |                          |
| 紀伊御坊 |          |          | 0.3          | 1.8          |                          |
| 市役所前 |          |          | 0.6          | 2.4          |                          |
| 西御坊   |          |          | 0.3          | 2.7          |                          |

## 歷史
- 1928年12月 -  御坊臨港鐵道株式會社成立
- 1931年6月 - 御坊站至御坊町站（今紀伊御坊站）一段開通
- 1932年4月 - 御坊町站至松原口站（今西御坊站）一段開通
- 1934年8月 - 松原口站至日高川站一段開通，貨物運輸開始
- 1941年12月 - 為於御坊站至今學門站之間的財部站、中學前站及日出紡績前站被廢除
- 1967年8月 - 新設市役所前站
- 1973年1月 - 業務轉讓於紀州鐵道
- 1979年8月 - 於已廢除的中學前站附近設立學門站
- 1989年4月 - 西御坊站至日高川站一段廢止，並開始由車長一人兼理售票查票等工作

## 全日本最短鐵路線
全長只有2.7公里紀州鐵路線被認為全日本最短鐵路線。儘管芝山鐵道線（2.2公里）擁有全日本最短鐵路線，但由於該鐵路利用京成電鐵东成田线列車直通營運，在東成田站亦與京成電鐵共用月台，列車實際營運距離遠比紀州鐵路線長。